# Mil Millington
Mil Millington är en engelsk författare i humorgenren. Hans genombrott kom med boken Saker min flickvän och jag grälar om. Den boken är skriven i självbiografisk form, lite grann som en dagbok. Den är löst baserad på en hemsida som Millington gjorde, Things My Girlfriend and I Have Argued About, där originalet som boken bygger på finns. Han har gjort en slags blogg, som i sitt ursprung heter Things My Girlfriend and I Have Argued About.
Millington jobbar även som krönikör på den engelska dagstidningen The Guardian.

## Böcker
- Saker min flickvän och jag grälar om (2002)
- Känslornas kemi (2003)
- Love And Other Near Death Experiences (2006)
- Instructions For Living Someone Else's Life (2008)